# Всемирная олимпиада роботов
Всемирная олимпиада роботов (англ. World Robot Olympiad, WRO), Международные состязания роботов (МСР) — это соревнования для школьников в возрасте от 10 до 21 лет. Первый фестиваль состоялся в 2004 году в Сингапуре, сейчас в нем участвуют более 1500 талантливых ребят из 54 стран.
Олимпиада представляет собой соревнования LEGO-роботов трёх разных категорий: основной, творческой и футбола роботов. Для основной категории задача заключается в сборке и программировании робота, который должен выполнить определенное задание; размеры робота стандартно ограничены: 25x25x25 см. Участники творческой категории готовят проект на заданную тему. Задания для основной и творческой категории каждый год разные, как правило, усложняются от года к году. Для участия в футболе роботов команда должна подготовить двух автономно работающих роботов: нападающего и вратаря, которые сразятся с роботами противника на специальном поле, используя специальный мяч с инфракрасным излучением.
Основная и творческая категории, в свою очередь, делятся по возрастам на младшую, среднюю и старшую категории.
В России МСР проводятся в четыре этапа: школьный, окружной, городской и всероссийский (возможны изменения на местах).
Победители и призеры Всероссийского этапа приглашаются в Летний робототехнический лагерь, по результатам которого формируется Российская сборная, для участия в WRO.
В 2014 году WRO прошла в Сочи в Главном Медиацентре 21-23 ноября.

## Места проведения
- 2004 —  Сингапур
- 2005 —  Бангкок
- 2006 —  Наньнин
- 2007 —  Тайбэй
- 2008 —  Йокогама
- 2009 —  Пхохан
- 2010 —  Манила
- 2011 —  Абу-Даби
- 2012 —  Куала Лумпур
- 2013 —  Джакарта
- 2014 —  Сочи
- 2015 —  Доха
- 2016 —  Нью-Дели
- 2017 —  Коста Рика
- 2018 —  Таиланд
- 2019 —  Дьёр
- 2020 —  Монреаль
- 2021 —  Дортмунд

## Победители
В 2004 году в Сингапуре состоялась первая Всемирная Олимпиада Роботов (WRO 2004). В международном этапе соревнований приняло участие 12 стран. На российском отборочном этапе победу одержали следующие команды из Москвы: «Интеграл» (Детский центр технического творчества, ГП), «Колокольчики» (Центр образования N 345, ЦАО), «Легион» (объединенная команда школ N 542 N 1941, ЗАО), «КБ 1542» (школа N 1542, ЗАО) и «Даешь Венеру!» (ЦДО «Дистантное обучение», ЮЗАО).
Российская сборная была представлена двумя командами: RUBOT 1 в составе: Климов Роман — i-Школа, Серебряков Олег — школа 345, руководитель Васильев Максим, и  RUBOT 2 в составе: Грибова Артема, Бушуева Александра и Мелихова Максима (все учащиеся школы №1012, ЗАО), руководитель Антипов Олег.
Команда RUBOT 2 получила специальный приз жюри за волю к победе, которая была продемонстрирована в конкурсе "Сумо". Автор робота Грибов Артем (школа №1012, ЗАО).
В 2005 году в Бангкоке, столице королевства Таиланд, состоялась Мировая Олимпиада Роботов 2005 (WRO 2005). В этой олимпиаде приняли участие 122 команды из 13 стран мира, в том числе и 4 команды из России. Представлять Россию на WRO поехали победители отборочного тура Международных состязаний роботов, которые каждый год проводятся в Москве.
Состав команды из России на международном соревновании (Москва): Климов Роман, Васильев Максим, Федорова Юлия — i-Школа, Серебряков Олег — школа 345, Бушуев Александр, Мелихов Максим, Лобанов Сергей, Грибов Артем, Антипов Олег, Горшков Сергей, Пак Александр, Максимова Галина — школа 1012, Климова Галина.
В результате команда из России завоевала серебряную медаль в соревновании Спринт и получила второй приз в Открытой категории (конкурсе творческих моделей). Эти достижения — заслуга Климова Романа, ученика i-Школы, школы дистанционной поддержки образования детей с ограниченными возможностями (сейчас Центр образования «Технологии обучения»). Его робот в состязании Спринт был самым быстрым, но, к сожалению, не смог доехать до финиша в одной из попыток, в связи с чем Роману присуждено второе место. Жюри высоко оценило и модель искусственной руки, созданную Романом, что и отметило призом. Учитывая то, что в соревнованиях приняли участие более 350 детей из многих стран мира наша немногочисленная команда очень достойно представила Россию на этих соревнованиях. 
В 2006 году Олимпиада состоялась в г. Наньнин (Китай). В Олимпиаде приняли участие 195 команд из 15 стран мира. Представлять Россию на международных соревнованиях поехало 36 участников из 7 команд.
Всемирный этап WRO-2007 состоялся в г. Тайбэй (Тайвань), в нем приняло участие 19 стран, 12 команд из России.
Во всемирном этапе WRO-2008, прошедшем в Йокогаме (Япония), приняло участие 11 команд из России. Ребята из села Пласт Челябинской области, под руководством Мухина С. В. завоевали серебряную медаль в старшей группе основной категории соревнований.
В 2009 году Всемирная олимпиада роботов состоялась в г. Пхохан (Южная Корея).
Команда из Санкт-Петербургского физико-математического лицея № 239 под руководством Филиппова С. А. со своим творческим проектом «Роботы-барабанщики» заняли третье место в средней возрастной категории, заработав тем самым для России бронзовую медаль. В международных соревнованиях приняло участие 250 команд из 25 стран. От России участвовало 12 команд.
В 2010 году в Маниле международный этап олимпиады WRO объединил команды из 23 стран мира, в том числе 12 команд представляли Россию. В состав российской делегации вошли 39 человек из Москвы, Санкт-Петербурга, Челябинской области и Красноярского края.
В 2011 году в Абу-Даби (ОАЭ) от России участвовало 70 человек из Челябинской области, Москвы, Санкт-Петербурга, Надыма и Железногорска. Всего в международном этапе олимпиады соревновались 32 страны, которые представили 14790 участников.
В 2012 году в Куала-Лумпур российские школьники впервые стали победителями WRO в двух номинациях: футбол роботов и старшая группа творческой категории. В футболе роботов одержали победу Карен Манукян и Андрей Гладышев из Москвы. В творческой категории победила команда из Санкт-Петербурга с роботом «Грета», которая умела играть в ладушки.
Всего в соревнованиях участвовало 400 команд из 30 стран мира, Россию представляли 27 команд.
В 2013 году на международную олимпиаду по робототехнике, которая состоялась в Джакарте (Индонезия), приехало 392 команды из 40 стран мира, 25 из которых — из России. Сборная России получила первое место в неофициальном медальном зачете: золотая медаль ( команда "Newton" Лычагин Никита, Степанов Михаил тренер Лариса Соловьева, г.Миасс Челябинская область) и серебряная медаль (г. Москва ) в основной категории младшей группы (команда «Betta» школы № 2017 Ольга Козлова тренер Сергей Мустафин); золотая медаль в творческой категории средней группы (г. Санкт-Петербург); 2-е, 3-е и 5-е место в Футболе роботов и два приза в номинации TechnicalAward в творческой категории.
В 2014 году Всемирная олимпиада роботов состоялась в Сочи. В соревнованиях приняли участие 379 команд из 47 стран, в том числе 14 команд из России. Россия получила 5 наград. Одну в основной категории и четыре в открытой категории.
В 2015 году международный этап олимпиады состоялся в Дохе, столице Катара.
Всероссийская Робототехническая Олимпиада 2015 состоялась в городе Иннополис, в рамках которой также прошел российский этап Всемирной Олимпиады Роботов. Учебно-тренировочные сборы по олимпиадной робототехнике, в результате которых будет сформирована Сборная РФ для участия в World Robot Olympiad 2015, также прошли в августе в г. Иннополис.
В рамках российского этапа WRO команда школьников из Москвы завоевала наибольшее количество наград. Столицу на олимпиаде представили 57 школьников из 29 команд.
С 6 по 8 ноября 2015 года в Катаре прошла 12-я Всемирная Олимпиада Роботов. В результате Россия заняла четыре призовых места:
1 место в Основной категории, средней возрастной группе,Москва Команда Dzeta: Чуприков Сергей, Козлова Ольга.
Руководитель: Мустафин Сергей.
1 место в Старшей творческой категории Санкт-Петербург Команда Buritos: Лосицкий Евгений, Погосов Левон, Лакомкин Андрей. Руководитель: Лосицкий Игорь.
2 место в Младшей творческой категории Санкт-Петербург Руководители: Филиппов Сергей Александрович, Никитин Денис Александрович, Танфильев Дмитрий Игоревич.
2 место в Студенческой категории Команда PML30-students: Крылов Георгий, Максимычев Евгений, Сафронов Никита. Руководитель: Лузин Дмитрий.
В 2016 году международный этап олимпиады прошел в Нью-Дели. Россия завоевала 4 медали на Всемирной олимпиаде роботов в Индии.
В 2017 году финал WRO прошел в Коста-Рике. Россия получила золото во всех трех возрастных группах основной категории, все призовые места в младшей категории, третье место в футболе роботов, два золота в творческой категории.
В 2018 году финал WRO прошел в Таиланде. Россия завоевала две золотые и одну бронзовую медали.
В 2019 году финал WRO прошел в Венгрии, в городе Дьёр. Россия завоевала 2 золота, 2 серебра и 1 бронзу, тем самым став первой страной в общекомандном зачёте.
1 место, Regular Elementary
Команда ROADSTER. Участники: Владимир Булаев, Егор Немцев, Илья Васильев. Тренер: Лариса Соловьева. Центр подготовки: школа № 13 (Миасс).
2 место, Regular Elementary
Команда: Nimbus2019. Участники: Виктор Бобровских, Павел Матвеев. Тренер: Сергей Мустафин. Центр подготовки: Центр педагогического мастерства (Москва).
1 место, Regular Senior High
Команда: ШП – 1. Участники: Александр Михненко, Андрей Пономарев. Тренер: Максим Шепелев. Центр подготовки: «Школа программистов» (Мытищи).
3 место, Advanced Robotics Challenge
Команда: C305. Участники: Данила Горячкин, Михаил Ан, Михаил Лямаев. Тренер: Павел Ефимов. Центр подготовки: Дальневосточный федеральный университет (Владивосток).
2 место, Open Category (творческая)
Старшая группа (16-19 лет). Команда: LEGO Education Helper. Участники: Даниил Нечаев, Левон Погосов, Дмитрий Харлапенко. Тренер: Игорь Лосицкий. Центр подготовки: Университет ИТМО и Президентский физико-математический лицей №239 (Санкт-Петербург).